# メソポタミア神話の神々の系図
メソポタミア神話の神々の系譜はメソポタミア神話に登場する神・半神の系譜図。

## メソポタミア神話の系図I
以下注意
- （ ）は別名。斜線は同一として考えられていた。
- アンの子供については、人数が多く全部記載できなかった。そのため、下部の表で、夫/独身と妻/独身に記載している。

配偶者と見極めをつけるため、アンの子供は＊を名前の前につけている。

## 参考
- メソポタミアの神々と空想動物 より
- アヌンナキ
- ネボ